# Libythea nicevillei
Libythea nicevillei är en fjärilsart som beskrevs av Arthur Sidney Olliff 1891. Libythea nicevillei ingår i släktet Libythea och familjen praktfjärilar. Inga underarter finns listade i Catalogue of Life.